# Artemis V
Artemis V est une mission spatiale avec équipage qui doit se dérouler en 2030 dans le cadre du programme Artemis développé par l'agence spatiale américaine, la NASA, dont l'objectif est de ramener l'Homme sur la Lune.
Il s'agit de la cinquième mission prévue du programme et le premier vol habité de l'atterrisseur Blue Moon.
Dans ses prévisions, la mission lancera quatre astronautes à bord d'une fusée Space Launch System (SLS) et d'un vaisseau Orion vers la station spatiale Lunar Gateway. Il s'agira du troisième alunissage du programme Artemis. La zone ciblée est celle du pôle Sud de la Lune. De plus, Artemis V livrera également deux nouveaux éléments à la station spatiale Lunar Gateway.

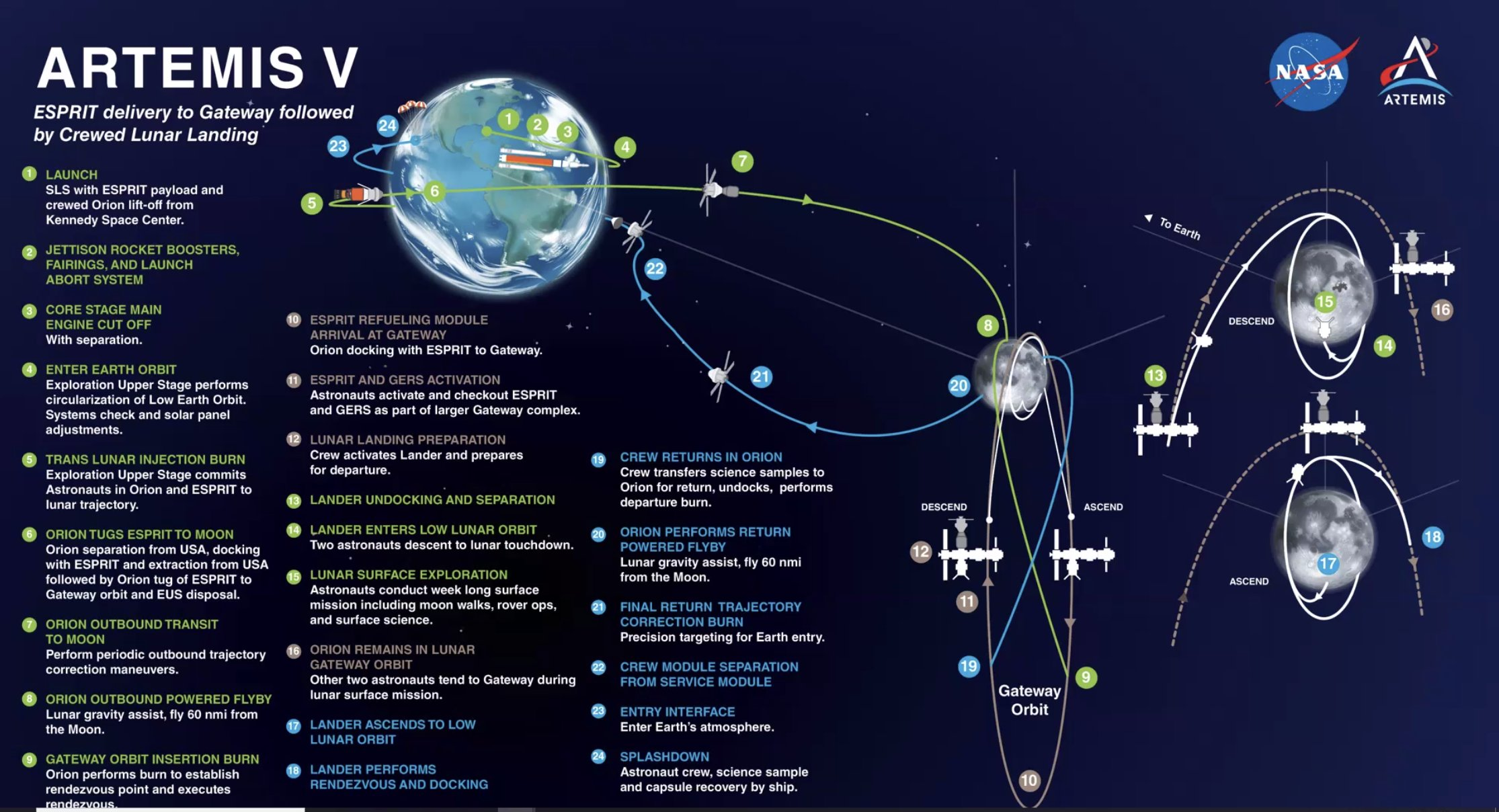
Schéma du déroulement de la mission.